# Línia Immediata a València
La línia Immediata a València, o línia defensiva immediata a València o Línia Puig - Els Carasols va consistir en un sistema de fortificacions construït al llarg de 26 quilòmetres entre el municipi del Puig i els Carasols a Riba-roja, durant la Guerra Civil espanyola per a l'ús de les tropes republicanes durant l'any 1938. Era una línia de rereguarda que no va entrar en combat. Situada al nord de la ciutat de València, va ser construïda amb la finalitat de defensar aquesta ciutat contra els atacs de les tropes franquistes, emmarcades dins de la coneguda com a Ofensiva del Llevant.

## Descripció
S'inicia al municipi del Puig, s'endinsa cap a Rafelbunyol i Montcada, el Cabeç Bord, creua el barranc del carraixet a Bétera, seguint per la Jonquera fins al quilòmetre 11 de la carretera de Llíria aprofitant les petites altituds del terreny que dominen el pla de l'horta, entrant al bosc de la Vallesa fins al riu Túria i la carretera de Manises, les Rodanes en Vilamarxant fins als Alts dels Carasols a Riba-roja de Túria, era el darrer bastió destinat a la defensa de València.
Fou encarregada per l'Estat Major republicà, al Tinent Coronel d'Enginyers Sebastián Carrer Vilaseca, el qual va dirigir l'obra de construcció des del 22 de juliol de 1938 fins al final de la guerra, l'any 1939.
Las línia defensiva estava formada per trinxeres, búnquers, nius de metralladores, túnels, refugis, magatzem, galeries per a tiradors, llocs de comandament, seients a cel obert, parapets per a bateries artilleres, etc.

### El Puig de Santa Maria i la Pobla de Farnals
A primers de l'any 2015 l'investigador del Puig Julio Badenes, va documentar algunes construccions de la línia Immediata a la muntanya de la Patà; darrere de la caserna de la Guàrdia Civil s'ha localitzat un búnquer de cinc metres quadrats (amb signes d'haver estat dinamitat després de la guerra) des del que s'inicia una trinxera i una fonda excavació que probablement fou per a construir un refugi. A la platja, al límit del terme amb el de la Pobla de Farnals i a 200 metres de la mar han localitzat una plataforma de formigó dissenyada per situar un canó per fer front a atacs aeris o per mar.

### Bétera
A Bétera, la línia defensiva Puig-Carasols travessa el terme municipal de nord a sud per les partides de Bufilla, el Carrascal, la Pelosa, el Ciscar, Lloma del Calderer, la Providència, Mas d'Elies, Barranc de l'Hortolà i la Jonquera. Per controlar els camins i carreteres que es dirigeixen cap a València, els búnquers, els refugis i les trinxeres, estan situats de forma estratègica, i necessiten una protecció i conservació urgent pel mal estat de conservació en el que es troben.

### Nàquera
Al terme de Nàquera, existeixen les posicions defensives del Cabeç Bord, on l'ajuntament de Nàquera les ha recuperat en part i ha senyalitzat un recorregut autoguiat amb 6 panells, on s'explica el context històric i social, el funcionament de les estructures, la vida quotidiana, així com l'establiment del Govern de la República a Nàquera. Les estructures són: trinxeres, pistes d'accés, galeries subterrànies, basses d'aigua per a la refrigeració d'armes així com nius de metralladores.

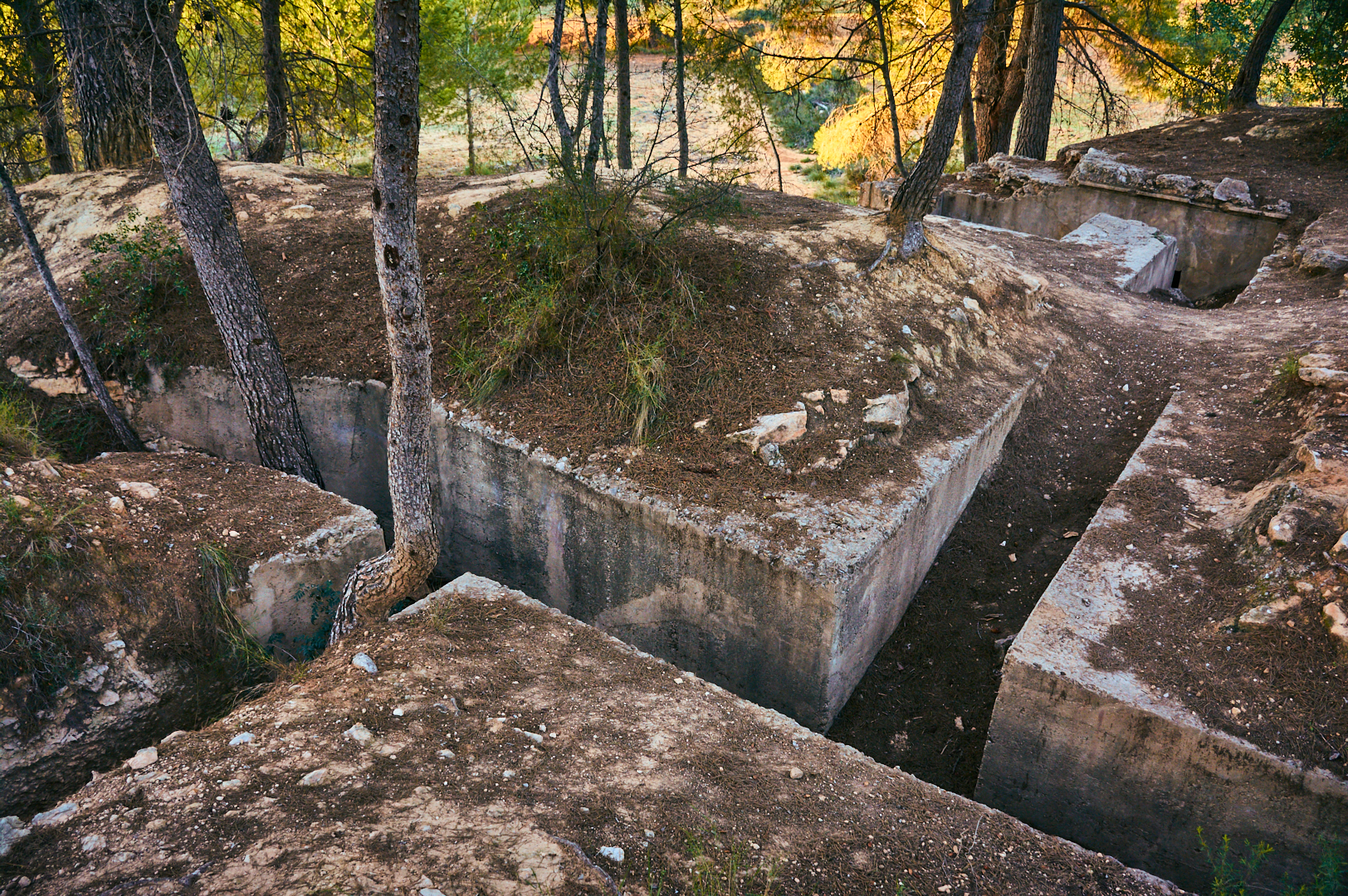
Trinxeres en l'Eliana

### L'Eliana
Al terme de l'Eliana es troba part del sistema defensiu de la línia Puig-Carasols. Les trinxeres es construïren en octubre de 1938 aprofitant la presència de zones arbolades i barrancs, com el de la Vallesa. Tracen un zig-zag formant un cercle al pla de la Vallesa. Les línies inclouen punts de tir i comandament.

### Llíria i La Pobla de Vallbona
Els termes de Llíria i La Pobla de Vallbona existeix un tram de línia Puig-Carasols. Està situat entre les partides del Safareig i Els Rincons, a dos-cents metres d'altura. Diposa de nius d'ametralladores, encarats al nord i nord-oest i refugis antiaeris. Passades unes dècades, els sostres dels nius d'ametralladores van ser explotats per obtindre el ferro. Actualment, manca d'estudis i de protecció.

## Protecció
L'any 2015 la Direcció General de Patrimoni de la Conselleria de Cultura va encarregar informes tècnics per determinar la figura de protecció que li correspondria. L'expedient de protecció va iniciar-se a instància de la Coordinadora en Defensa dels Boscos del Túria dins del projecte europeu Paisatges de Guerra que impulsen el Consell Valencià de Cultura i la Federació Valenciana de Municipis i Províncies. L'entitat ecologista des de fa uns anys reclama la necessitat de protegir i recuperar aquests elements del patrimoni bèl·lic va demanar que el conjunt fos reconegut com a Bé d'Interés Cultural.

## Associació de Municipis vinculats a la Línia Immediata
En 2017 es va constituir un consorci d'ajuntaments de la comarca de l'Horta i del Camp de Túria integrants de la línia defensiva Immediata. Aquesta xarxa de municipis impulsa la rehabilitació de les trinxeres i altres elements que integren la línia defensiva així com la seua protecció, l'Associació de Municipis de la Línia Immediata està integrada pels municipis de El Puig, Riba-roja de Túria, Sant Antoni de Benaixeve, Vilamarxant, Nàquera, Bètera, Rafelbunyol i Montcada, els altres municipis per on passa la Llíria, la Pobla, l'Eliana i Paterna no han realitzat els tràmits necessaris.L'objectiu d'esta iniciativa és «recuperar un patrimoni històric, en este cas bèl·lic, i potenciar el seu valor com a atractiu cultural i turístic, després de tants anys d'abandó.

## Voluntariat
L'any 2006 la Coordinadora en Defensa dels Boscos del Túria i el Fòrum per la Memòria del País Valencià van fer una jornada de neteja amb voluntaris per recuperar el conjunt de trinxeres, túnels i búnquers ubicats al bosc de la Vallesa i l'entorn del riu, fent una neteja d'abocaments i escombraries. La Coordinadora reclamava a l'Administració una intervenció per a recuperar aquests espais d'alt valor des del punt de vista històric, patrimonial i educatiu.